# 長島エマニエル
長島 エマニエル（ながしま えまにえる、1992年7月1日 - ）は、神奈川県出身のバスケットボール選手である。ポジションはフォワード。

## 来歴
小田原市立酒匂中学校を卒業後、飛龍高校に進学し、2年時に福岡第一高校に転校。
卒業後、白鷗大学に進むも中退し、横浜ビー・コルセアーズに練習生として入団。
その後、バンビシャス奈良に移籍。